# Anidrido malônico
Anidrido malônico oo oxetano-2,4-diona é um composto orgânico de fórmula C3H2O3 ou CH2(CO)2O. Ele pode ser visto como o anidrido do ácido malônico ou como uma cetona dupla do oxetano.
O anidrido malônico foi sintetizado inicialmente em 1988 pela ozonólise da dicetena. São conhecidos alguns derivados, como 3,3-dimethyl-oxetane-2,4-dione.